# Лихоткино
Лихо́ткино — исторический район Москвы и бывшее сельцо на западе поселения Сосенского Новомосковского административного округа. Сейчас на месте сельца находится коттеджный посёлок Барская Поляна.

## География
Сельцо располагалось по обеим берегам реки Сосенки, на месте посёлков Барская Поляна и Антоновка, к востоку от древней дороги Каменки.

## История
Во второй половине XIII—XIV веках на месте будущего сельца Лихоткина располагалось селище Зимёнки-4. С конца XIV по XVI век здесь существовало селище Зимёнки-3. 
В XVII веке принадлежало к Сосенскому стану Московского уезда.
В 1625 году пустошь Лихоткино вместе с Зимёнками считалась вотчиной Фёдора Григорьевича Огин-Плещеева, после смерти которого в 1668 году была раздроблена. Вновь имение скуплено в единое целое к 1741 году Алексеем Ивановичем Скуратовым, правнуком Плещеева.
В конце XIX века принадлежало вдове генерала Л. И. Шонерт.
В 1939 году Лихоткино было передано из упразднённого Летовского сельсовета в Сосенский сельсовет.
Исчезает с карт в середине XX века. Через некоторое время после исчезновения сельца, близи урочища возникает полигон ТБО Сосенки.
В XXI веке здесь возникают коттеджные посёлки Барская Поляна и Антоновка, а в 2012 году бывшее сельцо входит в состав Москвы. 